# Przed maturą
Przed maturą – polski film obyczajowy w reżyserii Juliana Janickiego do scenariusza Eugeniusza Priwieziencewa z 1980 roku na podstawie dramatu Balu maturalnego nie będzie.

## Obsada aktorska
- Małgorzata Gebel − Marta
- Janusz Michałowski
- Barbara Nowakowska
- Zofia Czerwińska − Grzejszczakowa
- Wojciech Droszczyński
- Lech Jagiełło
- Irena Kownas
- Jadwiga Siennicka
- Ewa Ziętek − Lusia